# リアンダー級フリゲート
リアンダー級フリゲート（英語: Leander -class frigate）は、イギリス海軍のフリゲートの艦級。12型フリゲートの系譜に属しており、12(I)型とも俗称されるが、公式のタイプナンバーは付与されていない。これは戦後のイギリス海軍としては唯一の例であった。

## 来歴
従来のイギリス海軍では、フリゲートは主として船団護衛に充当されてきた。しかし1957年の防衛見直し（Defence Review）で、コストと、特に艦隊の人員削減を強く求められたことから、運用の効率化のためにこの区分は廃止され、フリゲートも艦隊護衛艦として運用されることになった。しかし、新鋭の対潜艦である12型フリゲート（ホイットビィ級・ロスシー級）や、第二次世界大戦中に建造された戦時急造型艦隊駆逐艦を改装したフリゲート（15型・16型）を除いて、既存のフリゲートでは艦隊行動に随伴しうる速力を備えていなかった。
このことから、12型を元に汎用性を高めた艦隊護衛艦の整備が決定された。1955/6年度で追加建造予定であったロスシー級の10番艦「ウェイマス」の建造は中止され、この新型艦隊護衛艦の1番艦となった。また当時建造が進められていた81型フリゲートは7隻で打ち止めとして、残り5隻は建造余席として転用された。艦隊要件委員会での討議は1958年秋より開始された。完全新規設計には2～3年間を要することから、基本設計は12型フリゲートに最低限の修正を加えたものとされた。作業にあたっては、当時ニュージーランド海軍が作成していた12型の改設計案が参考にされた。概略設計案は1960年2月11日に認可された。これによって建造されたのが本級である。

## 設計
上記の経緯により、基本設計は12型のものが踏襲されたが、同型では長船首楼型であったのに対し、本級では上甲板が艦尾まで全通し、遮浪甲板型となった。上部構造物も、12型では前後に分割されていたのに対し、本級では一体化された。船体は全長にして0.7メートル延長され、基準排水量にして70トンの大型化となった。また1964/5年度から1967/8年度計画で建造された10隻は、更に横幅も0.6メートル拡大されて、基準排水量は更に50トン増加した。また船体内容積を確保するため、12型では燃料タンクと復原性維持のためのバラストタンクが別々に装備されていたのに対し、本級では兼用とされた。

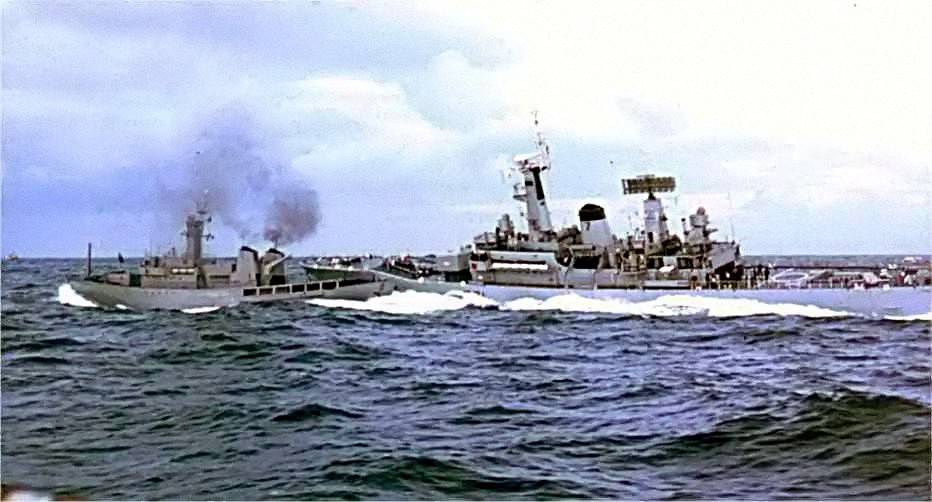
アイスランド沿岸警備隊の哨戒艇「ICGV オーディン、(手前)」と並走する「HMS シラ」

主機関は、前期建造艦10隻は12型と同じくY-100型ギアード・タービンが搭載されたが、1962/3年度計画の11番艦以降はY-136に、また上記の幅広型ではY-160に更新された。優れた船体設計とあいまって、特に加速性能で非常に優れており、タラ戦争では自艦よりも小さなアイスランドの哨戒艇の裏をかくために役に立った。
タービン発電機2基とディーゼル発電機2基という電源構成は12型と同様だが、装備の強化に伴って、タービン発電機の単機出力は400キロワットから500キロワットへ、そして幅広型では750キロワットへと強化された。またディーゼル発電機の単機出力は、初期建造艦では12型と同様に300キロワットであったが、「フィービ」以降では450キロワットに強化された。電源系は440ボルト/60ヘルツで、合計出力は前期建造艦では1,900キロワット、後期建造艦では2,500キロワットであった。

## 装備

### C4ISR
本級では、従来の12型と同様にアナログ式のJYA戦術状況表示装置が搭載された。後に航空母艦に搭載されていたデジタル式半自動システムであるADA（Action Data Automation）戦術情報処理装置の簡易型の搭載も検討されたが、コスト面の問題から実現しなかった。ただし本級では、新開発の統合通信システム（Integrated Communication System, ICS）が搭載された。
従来の12型フリゲートは対潜艦として整備されてきたことから、対空捜索用としては短距離での目標捕捉レーダー（293型レーダーなど）しか備えていなかった。これに対し、本級では早期警戒用の965M型レーダーが装備された。これは、実際に早期警戒やレーダーピケット艦任務にあたるためというよりは、1959年の海軍幕僚計画で、フリゲート4隻のうち1隻がこのレーダーを備えるよう求められていたためであった。
ソナーとしては新開発の177型ソナーを搭載しており、1962/3年度計画の11番艦以降では発展型の184型ソナーに更新された。また本級では可変深度ソナーも搭載されており、カナダ製の199型ソナーが採用された。
電子戦装置は、当初は12型の装備が踏襲されたが、「オーロラ」以降では電波探知装置をUA-8/9に更新するとともに、667型電波妨害装置も追加された。一部の艦では、ソ連の大型艦が搭載するMR-600「ヴォスホード」（NATO名「トップ・セイル」）などに対応するため、低周波数帯で動作するUA-13も後日装備された。

### 武器システム
兵装として、アメリカ製のターター・システムの導入も検討されたが、価格とシステムの複雑さ、また英国政府が保有する米ドルを潜水艦用原子炉の購入に振り向けるため、断念された。最終的に、改12型（ロスシー級）を元に小改正を加えた構成が採用されることになった。
最大の変更点が対潜兵器であり、12型ではリンボー対潜迫撃砲2基が搭載されていたのに対して、本級ではこれを1基に削減するかわりに、トライバル級（81型）と同様にウェストランド ワスプ中距離魚雷投射ヘリコプター（MATCH）1機を搭載・運用する航空艤装を設置した。なお12型では、長射程のMk.20「ビダー」対潜誘導魚雷の搭載を予定して魚雷発射管が搭載されていたが、本型では、上記の統合通信システム（ICS）の搭載余地確保のため、最初から搭載されなかった。
艦砲は12型と同じ45口径11.4cm連装砲（4.5インチ砲Mk.6）だが、砲射撃指揮装置（GFCS）はMRS-3に更新された。また個艦防空ミサイルとして、81型や改12型で後日装備を予定していたシーキャットGWS-22を搭載したが、初期建造艦ではやはり後日装備となった。

### 近代化改修
本級は艦隊の基準構成艦として活躍していたこともあり、1970年代より近代化改修が行われた。イギリス海軍の運用要求に応じて複数の仕様があり、最終的に3つのバッチに大別されるようになった。特にバッチ2以降の改修では、いずれもデジタル式のDBA（CAAIS）戦術情報処理装置が搭載されたほか、ワスプよりも一回り大きなリンクス・ヘリコプターに対応して航空艤装が強化されていた。

#### バッチ1

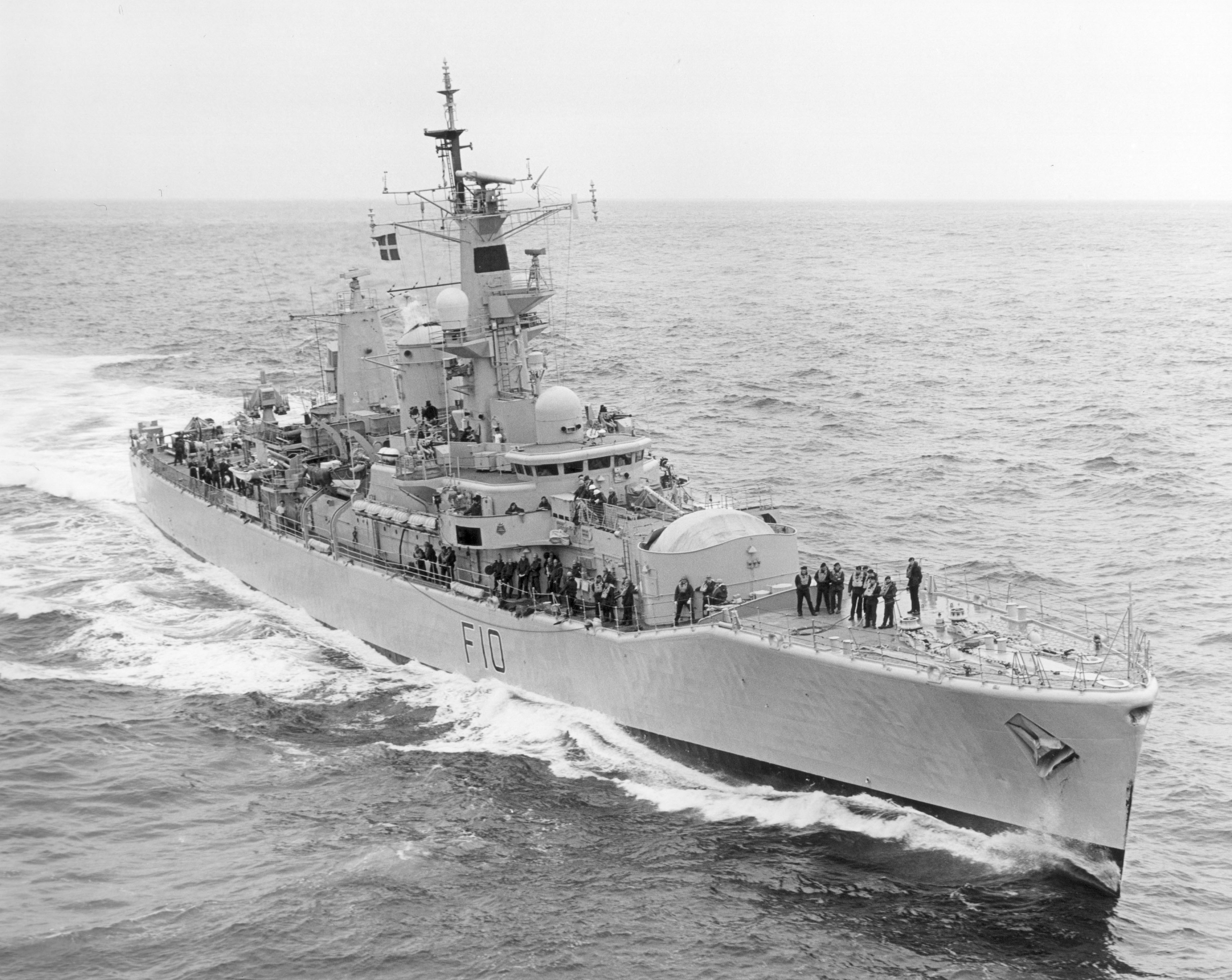
バッチ1改修後の「オーロラ」
艦首の砲塔をアイカラSUM発射機に換装したほか、後部マストから965型早期警戒レーダーのアンテナが撤去されている

イギリス海軍では、オーストラリアが開発したアイカラ対潜ミサイルの配備を計画していたが、専用搭載艦の計画はいずれも断念され、82型駆逐艦の建造も1隻で打ち止めとなった。このことから、原型艦の一部に対してアイカラ対潜ミサイルを搭載して改修したのがバッチ1である。
本級搭載のアイカラは、オーストラリアのオリジナルモデルよりも多少切り詰められており、英海軍での制式名はGWS.40とされている。船首楼甲板の艦砲を撤去してアイカラの単装発射機を設置した。
12隻の改修が計画されたものの、財政上の理由から切り詰められ、結局、1972年から1978年にかけて計8隻が改修された。

#### バッチ2

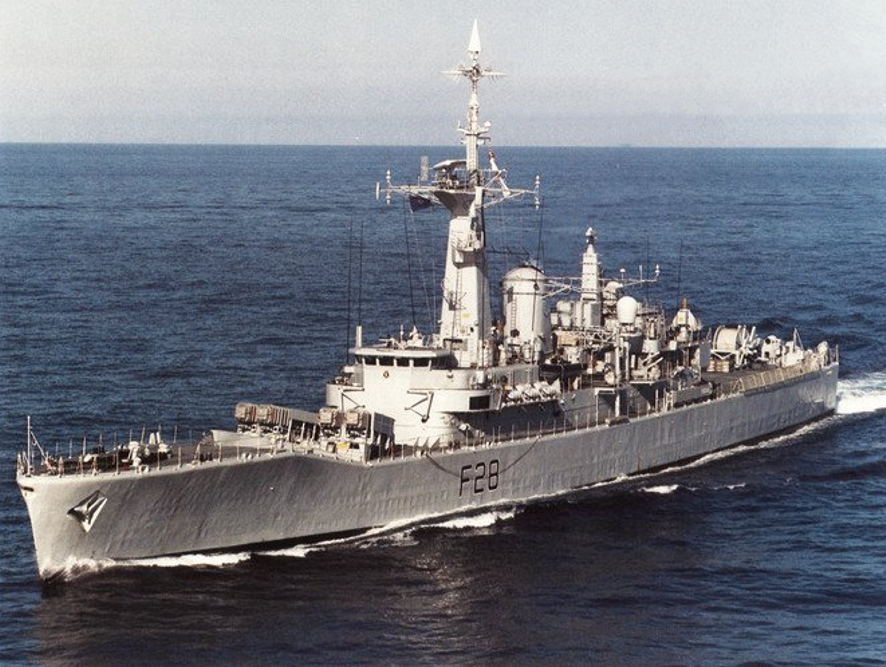
バッチ2改修後の「クレオパトラ」
艦首の砲塔を、MM38 エグゾセ SSMの発射筒4基に換装。

対水上火力強化のため、原型艦の一部に対して、エグゾセMM38艦対艦ミサイルを搭載する改修を行なったのがバッチ2である。
シーキャット個艦防空ミサイル発射機を2基搭載したバッチ2A（4隻）と、3基搭載したバッチ2B（4隻）があり、またバッチ2Aは後に曳航ソナーを搭載して、バッチ2TAと称されるようになった。

#### バッチ3

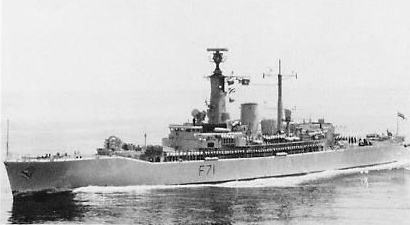
バッチ3改修後の「シラ」
エグゾセSSMの発射筒の前部甲板に、シーウルフ短SAMの6連装発射機を装備

イギリス海軍は、1970年代中盤より、新世代の22型フリゲートの整備に着手したが、これは高性能のかわりに非常に高価な艦であり、海軍が求める数を整備するのは難しかった。このことから、本級の幅広型をもとに、22型に準じた装備を搭載して改修されたのがバッチ3である。
個艦防空ミサイルは新世代のシーウルフに換装され、これとあわせてレーダーも967/968型レーダーに変更された。また電波探知装置も、対艦ミサイル防御に対応した新世代のUAA-1「アベイ・ヒル」に更新された。バッチ2と同様、艦砲とバーターにエグゾセMM38艦対艦ミサイルの単装発射筒4基を搭載した。ソナーは新開発の2016型ソナーに変更されたほか、リンボー対潜迫撃砲も短魚雷発射管に換装された。
なお、後期発注分5隻では、更に2031Z型曳航ソナーの搭載も予定されていたが、1981年の防衛見直しにより、予算上の理由から後期発注分の改修そのものがキャンセルされたことから、実際には改修された艦は前期発注分5隻にとどまっている。

## 諸元表
|            | 原型艦                                            | 原型艦                                  | 原型艦                                  | 原型艦                                  | 幅広型                                  | 幅広型                                              |
| 竣工当初   | バッチ1                                           | バッチ2TA                               | バッチ2B                                | 竣工当初                                | バッチ3                                 |                                                     |
| ---------- | ------------------------------------------------- | --------------------------------------- | --------------------------------------- | --------------------------------------- | --------------------------------------- | --------------------------------------------------- |
| 基準排水量 | 2,450トン                                         | n/a                                     | 2,750トン                               | 2,650トン                               | 2,500トン                               | 2,680トン                                           |
| 満載排水量 | 2,660トン                                         | n/a                                     | 3,300トン                               | 3,200トン                               | 2,962トン                               | 3,140トン                                           |
| 全長       | 113.38 m                                          | 113.38 m                                | 113.38 m                                | 113.38 m                                | 113.38 m                                | 113.38 m                                            |
| 垂線間長   | 109.73 m                                          | 109.73 m                                | 109.73 m                                | 109.73 m                                | 109.73 m                                | 109.73 m                                            |
| 全幅       | 12.50 m                                           | 12.50 m                                 | 12.50 m                                 | 12.50 m                                 | 13.12 m                                 | 13.12 m                                             |
| 吃水       | 5.5 m                                             | n/a                                     | 6.40 m                                  | 6.20 m                                  | 5.5 m                                   | 5.6 m                                               |
| ボイラー   | 水管ボイラー×2缶                                  | 水管ボイラー×2缶                        | 水管ボイラー×2缶                        | 水管ボイラー×2缶                        | 水管ボイラー×2缶                        | 水管ボイラー×2缶                                    |
| 主機関     | 蒸気タービン×2基                                  | 蒸気タービン×2基                        | 蒸気タービン×2基                        | 蒸気タービン×2基                        | 蒸気タービン×2基                        | 蒸気タービン×2基                                    |
| 推進器     | スクリュープロペラ×2軸                            | スクリュープロペラ×2軸                  | スクリュープロペラ×2軸                  | スクリュープロペラ×2軸                  | スクリュープロペラ×2軸                  | スクリュープロペラ×2軸                              |
| 出力       | 30,000 shp                                        | 30,000 shp                              | 30,000 shp                              | 30,000 shp                              | 30,000 shp                              | 30,000 shp                                          |
| 速力       | 30ノット                                          | 30ノット                                | 30ノット                                | 30ノット                                | 30ノット                                | 30ノット                                            |
| 航続距離   | 4,000海里(12kt巡航時)                             | 4,000海里(12kt巡航時)                   | 4,000海里(12kt巡航時)                   | 4,000海里(12kt巡航時)                   | 4,500海里(12kt巡航時)                   | 4,500海里(12kt巡航時)                               |
| 乗組員     | 約250名                                           | 約250名                                 | 約250名                                 | 約250名                                 | 約260名                                 | 約260名                                             |
| 兵装       | 45口径11.4cm連装砲×1基                            | －                                      | －                                      | －                                      | 45口径11.4cm連装砲×1基                  | －                                                  |
| 兵装       | 56口径40mm単装機銃×2基                            | 70口径20mm単装機銃×2基                  | 70口径20mm単装機銃×2基                  | 70口径20mm単装機銃×2基                  | 85口径20mm単装機銃×2基                  | 85口径20mm単装機銃×2基                              |
| 兵装       | シーキャットGWS-22短SAM 4連装発射機×1基 ※後日装備 | シーキャットGWS-22短SAM 4連装発射機×2基 | シーキャットGWS-22短SAM 4連装発射機×2基 | シーキャットGWS-22短SAM 4連装発射機×3基 | シーキャットGWS-22短SAM 4連装発射機×1基 | シーウルフGWS-25短SAM 6連装発射機×1基               |
| 兵装       | －                                                | アイカラSUM 単装発射機×1基              | エグゾセMM38 SSM 単装発射筒×4基         | エグゾセMM38 SSM 単装発射筒×4基         | －                                      | エグゾセMM38 SSM 単装発射筒×4基                     |
| 兵装       | リンボー対潜迫撃砲×1基                            | リンボー対潜迫撃砲×1基                  | STWS-1 3連装短魚雷発射管×2基            | STWS-1 3連装短魚雷発射管×2基            | リンボー対潜迫撃砲×1基                  | STWS-1 3連装短魚雷発射管×2基                        |
| 艦載機     | 中距離魚雷投射ヘリコプター×1機                    | 中距離魚雷投射ヘリコプター×1機          | 中距離魚雷投射ヘリコプター×1機          | 中距離魚雷投射ヘリコプター×1機          | 中距離魚雷投射ヘリコプター×1機          | 中距離魚雷投射ヘリコプター×1機                      |
| C4I        | JYA戦術状況表示装置                               | JYA戦術状況表示装置                     | DBA戦術情報処理装置                     | DBA戦術情報処理装置                     | JYA戦術状況表示装置                     | DBA戦術情報処理装置                                 |
| レーダー   | 965M型 早期警戒用                                 | －                                      | －                                      | －                                      | 965M型 早期警戒用                       | 967/968型 対空捜索用                                |
| レーダー   | 992Q型 目標捕捉用                                 | 994型 目標捕捉用                        | 994型 目標捕捉用                        | 994型 目標捕捉用                        | 992Q型 目標捕捉用                       | 967/968型 対空捜索用                                |
| レーダー   | 974型 or 978型 or 1006型 対水上捜索用             |                                         |                                         |                                         |                                         |                                                     |
| ソナー     | 177型 捜索用                                      | 184型 捜索用（M型、P型へと順次改修）    | 184型 捜索用（M型、P型へと順次改修）    | 184型 捜索用（M型、P型へと順次改修）    | 184型 捜索用（M型、P型へと順次改修）    | 2016型 捜索用                                       |
| ソナー     | 162M型 海底捜索用                                 |                                         |                                         |                                         |                                         |                                                     |
| ソナー     | 170型 攻撃用                                      | 170型 攻撃用                            | －                                      | －                                      | 170型 攻撃用                            | －                                                  |
| ソナー     | 199型 可変深度式                                  | －                                      | 2031型 曳航式                           | －                                      | 199型 可変深度式                        | －                                                  |
| 電子戦     | UA-3電波探知装置                                  | UA-8/9                                  | UA-8/9                                  | UA-8/9                                  | UA-8/9                                  | UAA-1電波探知装置                                   |
| 電子戦     | HF/DF                                             | UA-13, 15またはHF/DF                    | UA-13, 15またはHF/DF                    | UA-13, 15またはHF/DF                    | UA-13, 15またはHF/DF                    | UAA-1電波探知装置                                   |
| 電子戦     | －                                                | 668型 or 669型電波妨害装置              | 668型 or 669型電波妨害装置              | 668型 or 669型電波妨害装置              | 668型 or 669型電波妨害装置              | 670型電波妨害装置                                   |
| 電子戦     | DLC 8連装デコイ発射機×2基                         | DLC 8連装デコイ発射機×2基               | DLC 8連装デコイ発射機×2基               | DLC 8連装デコイ発射機×2基               | DLC 8連装デコイ発射機×2基               | DLC 8連装デコイ発射機×2基 DLF 8連装デコイ発射機×2基 |

## 同型艦一覧

### イギリス
| イギリス海軍 | イギリス海軍 | イギリス海軍 | イギリス海軍               | イギリス海軍    | イギリス海軍    | イギリス海軍   | 退役/再就役後                                                        | 退役/再就役後                                                        | 退役/再就役後                                                        | 退役/再就役後                                                        | 退役/再就役後                                                        |
| 設計         | バッチ       | #            | 艦名                       | 起工            | 就役            | 退役           | 再就役先                                                             | #                                                                    | 艦名                                                                 | 就役                                                                 | 退役                                                                 |
| ------------ | ------------ | ------------ | -------------------------- | --------------- | --------------- | -------------- | -------------------------------------------------------------------- | -------------------------------------------------------------------- | -------------------------------------------------------------------- | -------------------------------------------------------------------- | -------------------------------------------------------------------- |
| 原型艦       | 1            | F109         | リアンダー HMS Leander     | 1959年 4月10日  | 1963年 3月27日  | 1987年 4月     |                                                                      |                                                                      |                                                                      |                                                                      |                                                                      |
| 原型艦       | 1            | F104         | ダイドー HMS Dido          | 1959年 12月2日  | 1963年 9月18日  | 1983年 7月     | ニュージーランド海軍                                                 | F104                                                                 | サウスランド HMNZS Southland                                         | 1983年 7月                                                           | 1995年 3月                                                           |
| 原型艦       | 1            | F114         | エイジャックス HMS Ajax    | 1959年 10月19日 | 1963年 12月10日 | 1985年 5月31日 |                                                                      |                                                                      |                                                                      |                                                                      |                                                                      |
| 原型艦       | 1            | F10          | オーロラ HMS Aurora        | 1961年 6月1日   | 1964年 4月9日   | 1987年 4月28日 |                                                                      |                                                                      |                                                                      |                                                                      |                                                                      |
| 原型艦       | 1            | F18          | ガラティア HMS Galatea     | 1961年 12月29日 | 1964年 4月25日  | 1987年 1月31日 |                                                                      |                                                                      |                                                                      |                                                                      |                                                                      |
| 原型艦       | 1            | F15          | ユーライアス HMS Euryalus  | 1961年 11月2日  | 1964年 9月16日  | 1989年 3月31日 |                                                                      |                                                                      |                                                                      |                                                                      |                                                                      |
| 原型艦       | 1            | F39          | ナイアド HMS Naiad         | 1962年 10月30日 | 1965年 3月15日  | 1987年 4月     |                                                                      |                                                                      |                                                                      |                                                                      |                                                                      |
| 原型艦       | 1            | F38          | アリシューザ HMS Arethusa  | 1962年 9月7日   | 1965年 11月24日 | 1989年 4月4日  |                                                                      |                                                                      |                                                                      |                                                                      |                                                                      |
| 原型艦       | 2A           | F28          | クレオパトラ HMS Cleopatra | 1963年 6月19日  | 1966年 1月4日   | 1992年 1月31日 |                                                                      |                                                                      |                                                                      |                                                                      |                                                                      |
| 原型艦       | 2A           | F42          | フィービ HMS Phoebe        | 1963年 6月3日   | 1966年 1月4日   | 1991年 2月14日 |                                                                      |                                                                      |                                                                      |                                                                      |                                                                      |
| 原型艦       | 2A           | F45          | ミネルヴァ HMS Minerva     | 1963年 7月26日  | 1966年 5月14日  | 1992年 3月     |                                                                      |                                                                      |                                                                      |                                                                      |                                                                      |
| 原型艦       | 2A           | F40          | シリウス HMS Sirius        | 1963年 8月9日   | 1966年 6月15日  | 1993年 2月27日 |                                                                      |                                                                      |                                                                      |                                                                      |                                                                      |
| 原型艦       | 2B           | F127         | ペネロピ HMS Penelope      | 1961年 3月14日  | 1963年 10月31日 | 1991年         | エクアドル海軍                                                       | FM 01                                                                | プレジデンテ・フロイ・アルファロ BAE Presidente Eloy Alfaro          | 1991年                                                               | 2008年 3月                                                           |
| 原型艦       | 2B           | F56          | アルゴノート HMS Argonaut  | 1964年 11月27日 | 1967年 8月17日  | 1993年 3月31日 |                                                                      |                                                                      |                                                                      |                                                                      |                                                                      |
| 原型艦       | 2B           | F47          | ダナエー HMS Danae         | 1964年 12月16日 | 1967年 9月7日   | 1991年         | エクアドル海軍                                                       | FM 02                                                                | モラン・バルベルデ BAE Morán Valverde                                | 1991年                                                               | 2008年 10月                                                          |
| 原型艦       | 未改修       | F52          | ジュノー HMS Juno          | 1964年 7月16日  | 1967年 6月18日  | 1992年 11月4日 | バッチ2B改修予定だったがキャンセルされ、航法訓練艦として運用された。 | バッチ2B改修予定だったがキャンセルされ、航法訓練艦として運用された。 | バッチ2B改修予定だったがキャンセルされ、航法訓練艦として運用された。 | バッチ2B改修予定だったがキャンセルされ、航法訓練艦として運用された。 | バッチ2B改修予定だったがキャンセルされ、航法訓練艦として運用された。 |
| 幅広型       | 3            | F75          | カリブディス HMS Charybdis | 1967年 1月27日  | 1969年 6月2日   | 1991年 9月30日 |                                                                      |                                                                      |                                                                      |                                                                      |                                                                      |
| 幅広型       | 3            | F58          | ハーマイオニ HMS Hermione  | 1965年 12月6日  | 1969年 7月11日  | 1992年 6月30日 |                                                                      |                                                                      |                                                                      |                                                                      |                                                                      |
| 幅広型       | 3            | F60          | ジュピター HMS Jupiter     | 1966年 10月3日  | 1969年 8月9日   | 1992年 4月22日 |                                                                      |                                                                      |                                                                      |                                                                      |                                                                      |
| 幅広型       | 3            | F57          | アンドロメダ HMS Andromeda | 1966年 5月25日  | 1968年 12月2日  | 1993年 6月     | インド海軍 · ※ 練習艦                                                | F46                                                                  | クリシュナ INS Krishna                                               | 1996年                                                               | 2012年 5月24日                                                       |
| 幅広型       | 3            | F71          | シラ HMS Scylla            | 1967年 5月17日  | 1970年 2月12日  | 1993年 12月    |                                                                      |                                                                      |                                                                      |                                                                      |                                                                      |
| 幅広型       | 未改修       | F69          | バッカント HMS Bacchante   | 1966年 10月27日 | 1969年 10月17日 | 1982年         | ニュージーランド海軍                                                 | F69                                                                  | ウェリントン HMNZS Wellington                                        | 1982年                                                               | 1999年                                                               |
| 幅広型       | 未改修       | F12          | アキリーズ HMS Achilles    | 1967年 12月1日  | 1970年 7月9日   | 1990年 1月     | チリ海軍                                                             | PFG-08                                                               | ミニストロ・ツェンテーノ Ministro Zenteno                            | 1991年                                                               | 2006年                                                               |
| 幅広型       | 未改修       | F16          | ダイアミード HMS Diomede   | 1968年 1月30日  | 1971年 4月2日   | 1988年 3月31日 | パキスタン海軍                                                       | F263                                                                 | シャムシェール PNS Shamsher                                          | 1988年                                                               | 2001年?                                                              |
| 幅広型       | 未改修       | F70          | アポロ HMS Apollo          | 1969年 5月1日   | 1972年 5月28日  | 1988年 8月31日 | パキスタン海軍                                                       | F262                                                                 | ズルフィカル PNS Zulfiqar                                            | 1988年                                                               | 2006年                                                               |
| 幅広型       | 未改修       | F72          | アリアドネ HMS Ariadne     | 1969年 11月1日  | 1973年 2月10日  | 1992年 5月     | チリ海軍                                                             | PFG-09                                                               | ジェネラル・バクダノ General Baquedano                               | 1992年                                                               | 1998年                                                               |

### インド
インドでは、1960年代後半から1970代にかけて、リアンダー級フリゲートの幅広型船体を基にした国産フリゲート「ニルギリ級」を6隻建造したほか、1995年にイギリスからの退役艦「アンドロメダ」を導入し、「クリシュナ」に改名の上で練習艦として運用した。
当初はレーダーや兵装もイギリス海軍艦に準拠したものであったが、次第にインド海軍で一般的なロシア製・欧州製への換装が進められていった。2000年代に入ると老朽化や陳腐化により新型フリゲートへの更新が進められ、2013年に最後の艦が退役した。
後にはリアンダー級の船体をさらに拡大させた発展型のゴーダーヴァリ級フリゲートやブラマプトラ級フリゲートもインド独自に設計・建造されており、こちらは2014年現在でもインド海軍の主力の一端を担っている。

### オランダ
オランダは、1960年代にリアンダー級フリゲートに準拠した設計のファン・スペイク級フリゲートを6隻建造した。基本設計や兵装はイギリス海軍艦艇に準じているが、レーダーはオランダのシグナール（現：タレス・ネーデルラント）製の物が搭載されている
1980年代後半に6隻全てがインドネシア海軍に譲渡され、ミサイルや機関の換装などを行い、2014年現在でも同海軍において現役である。

### オーストラリア
オーストラリア海軍のリバー級護衛駆逐艦のうち、1960年代後半に建造された「DE50 スワン」「DE51 トレンス」は、リアンダー級フリゲートに準じた設計となっている。

### ニュージーランド
ニュージーランド海軍へは、ロック級フリゲートの代替として1966年に原型艦の「F55 ワイカト」、1971年に幅広設計の「F421 カンタベリー」の2隻が引き渡された。この2隻は、イギリス海軍向けの艦とは別枠で新規に建造されたものである。
更に1980年代に、イギリス海軍の中古艦2隻が追加で引き渡された。1990年代に3隻が退役し、最後まで残った「F421 カンタベリー」も2005年に退役した。
| ニュージーランド海軍 | ニュージーランド海軍 | ニュージーランド海軍                                                    | ニュージーランド海軍 | ニュージーランド海軍 | ニュージーランド海軍 | ニュージーランド海軍                               | ニュージーランド海軍 |
| 設計                 | #                    | 艦名                                                                    | 起工                 | 就役                 | 退役                 | その後                                             |                      |
| -------------------- | -------------------- | ----------------------------------------------------------------------- | -------------------- | -------------------- | -------------------- | -------------------------------------------------- | -------------------- |
| 原型                 | F55                  | ワイカト HMNZS Waikato                                                  | 1964年 1月           | 1966年 9月           | 1998年               | 2000年 12月18日 人工漁礁として海没処分。           |                      |
| 幅広                 | F421                 | カンタベリー HMNZS Canterbury                                           | 1969年 6月12日       | 1971年 10月22日      | 2005年 3月21日       | 2007年 11月3日 人工漁礁として海没処分。            |                      |
| 原型 バッチ1改装     | F104                 | サウスランド HMNZS Southland (旧英海軍「ダイドー」 ex-HMS Dido)         | 1959年 12月2日       | 1983年 7月18日       | 1995年 3月           | インド・ゴアにて解体                               |                      |
| 幅広 未改装          | F69                  | ウェリントン HMNZS Wellington (旧英海軍「バッカント」 ex-HMS Bacchante) | 1966年 10月27日      | 1982年               | 1999年               | 2005年 11月13日 ダイビングスポットとして海没処分。 |                      |

### チリ

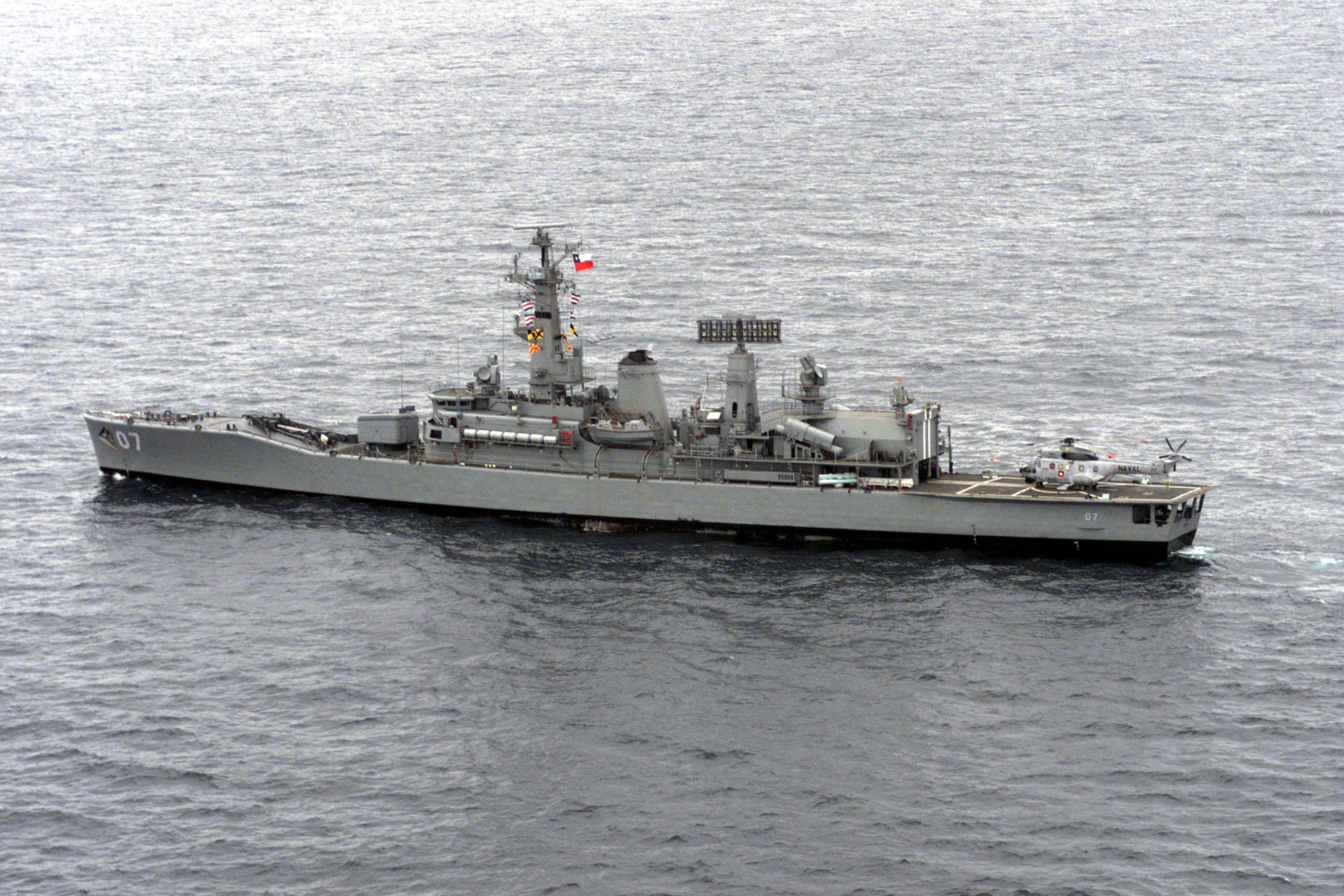
PFG-07 アルミランテ・リンチ

チリ海軍では、1970年代初頭にイギリスへ幅広型船体のリアンダー級フリゲートを2隻発注した（コンデル級フリゲート）。この2隻はグラスゴーのヤーロウ・シップビルダーズで建造され、1973～74年にチリ海軍へ引き渡された。さらに1990年代初頭には、英海軍から退役したリアンダー級バッチ3Bを2隻追加受領した。
しかし、老朽化と陳腐化から同じく旧英海軍の22型 / 23型フリゲートに更新されて退役することとなり、旧英海軍艦はそのままスクラップとされたものの、チリ海軍向けの新造艦はエクアドルに譲渡され、同国海軍で運用されている。
| チリ海軍 | チリ海軍                                                                           | チリ海軍       | チリ海軍        | チリ海軍        | チリ海軍        | チリ海軍                                                                                                 |
| #        | 艦名                                                                               | 起工           | 進水            | 就役            | 退役            | その後                                                                                                   |
| -------- | ---------------------------------------------------------------------------------- | -------------- | --------------- | --------------- | --------------- | --- |
| PFG-06   | アルミランテ・コンデル Almirante Condell                                           | 1971年 6月5日  | 1972年 6月12日  | 1973年 12月21日 | 2007年 12月11日 | 2008年 3月 エクアドルに売却「プレジデンテ・エロイ・アルファロ (BAE Presidente Eloy Alfaro)」として再就役 |
| PFG-07   | アルミランテ・リンチ Almirante Lynch                                               | 1971年 12月    | 1972年 12月6日  | 1974年 5月25日  | 2007年 7月4日   | 2008年 3月 エクアドルに売却「モラン・バルベルデ (BAE Morán Valverde)」の名で再就役                       |
| PFG-08   | ミニストロ・ツェンテーノ Ministro Zenteno (旧英海軍「アキリーズ」 ex-HMS Achilles) | 1967年 12月1日 | 1968年 11月21日 | 1991年 1月8日   | 2006年 8月      | 2010年 3月 海没処分                                                                                      |
| PFG-09   | ヘネラル・バクダーノ General Baquedano (旧英海軍「アリアドネ」 ex-HMS Ariadne)     | 1969年 11月1日 | 1971年 9月10日  | 1992年          | 1998年 12月     | 2003年 実艦標的として撃沈。                                                                              |

### エクアドル
エクアドル海軍は、1991年にイギリス海軍から中古のリアンダー級バッチ2Bを2隻受領した。
旧英海軍艦は2008年に退役したが、同年に旧チリ海軍のコンデル級フリゲートを2隻受領し、2024年現在でも運用している。
| エクアドル海軍 | エクアドル海軍                                              | エクアドル海軍                              | エクアドル海軍 | エクアドル海軍 | エクアドル海軍 | エクアドル海軍 |
| #              | 艦名                                                        | 旧艦名                                      | 就役           | 退役           | その後         |                |
| -------------- | ----------------------------------------------------------- | ------------------------------------------- | -------------- | -------------- | -------------- | -------------- |
| FM-01          | プレジデンテ・エロイ・アルファロ BAE Presidente Eloy Alfaro | ペネロピ ex-HMS Penelope                    | 1991年         | 2008年 3月19日 | 解体。         |                |
| FM-02          | モラン・バルベルデ BAE Morán Valverde                       | ダナエー ex-HMS Danae                       | 1991年         | 2008年 10月    | 解体           |                |
| FM-01          | プレジデンテ・エロイ・アルファロ BAE Presidente Eloy Alfaro | アルミランテ・コンデル ex-Almirante Condell | 2008年4月      | 現役           | 現役           |                |
| FM-02          | モラン・バルベルデ BAE Morán Valverde                       | アルミランテ・リンチ ex-Almirante Lynch     | 2008年10月     | 現役           | 現役           |                |

### パキスタン
パキスタン海軍は、イギリス海軍から2隻の中古艦を受領した。